# 제네펠더플라츠역
제네펠더플라츠역(U-Bahnhof Senefelderplatz)은 베를린 팡코구 프렌츨라우어 베르크에 있는 U2의 역이다. 1913년 7월 27일에 알렉산더플라츠-쇤하우저 알레 구간 개통 당시 영업을 시작했다. 역이 있는 광장과 역명은 인쇄업자인 알로이스 제네펠더(Alois Senefelder, 1771-1834)에서 왔다.

## 역사
알렉산더플라츠-쇤하우저 알레 구간 개통 당시에 영업을 시작했다. 이 역까지는 지하로 건설되었으며, 역 북쪽에서 지상 구간이 시작된다.
역사 설계는 알프레드 그레난데르가 담당했다. 주 색상으로는 파란색을 사용했으며, 역명판과 기둥에 사용했다. 인접한 로자룩셈부르크플라츠역과는 외벽 색상의 차이 수준으로 설계 차이가 적었다. 차장실이 3곳 설치되어 있었으며 역시 파란색 타일로 마감되어 있었다. 프렌츨라우어 베르크 지역의 경사 때문에 카이저담역과 비슷하게 역 모든 곳의 높이가 일정하지 않으며, 남쪽은 2.6 m, 북쪽은 3.6 m이다. 슈피텔마르크트-노르트링 구간을 담당하는 급전소가 설치되어 있다. 승강장 길이는 119.2 m이며 너비는 7.6 m이다.
제2차 세계 대전 당시 이 역은 피해를 입지 않았다. 1945년 5월 26일부터 쇤하우저 알레-알렉산더플라츠간 단선 운행이 재개되었고, 같은 해 8월 1일부터는 팡코(피네타슈트라세)-알렉산더플라츠간 운행이 재개되었다. 1946년 9월 15일에는 전 구간 운행이 재개되었다.
1970년대 동베를린 BVG에서는 역 개보수공사를 시행하면서 파란색 및 흰색 타일이 역사 외벽에 설치되었다. 역명판은 검은색 배경에 흰색 글씨로 제작되었다.
독일의 재통일 이후 2000년에 양쪽 출입구 개보수공사가 진행되었다. 이 과정에서 출입구 구조를 원래 크기대로 재건축했다. 대합실이 흰색 벽돌로 바뀌었기 때문에 역의 나머지 부분과는 차이가 생겼다. 에베르스발더 슈트라세역과 쇤하우저 알레역이 있는 고가 구간의 개보수가 진행되는 동안 임시로 열차가 이 역에서 종착했다. 2008년/2009년 보수 공사 때에도 지상 구간이 폐쇄되었다.
승객 수가 상대적으로 적어서 2010년 이후에 엘리베이터 설치가 계획되었다. 이 결정은 비판받기도 했다. 베를린 S반의 운행 중단 사태로 베를린에서 대중교통에 예산을 더 투자하기로 결정하면서 엘리베이터 설치 예산을 확보할 수 있었다. 2009년 가을에 북부 출입구에 엘리베이터 설치가 시작되어 2010년 4월 26일부터 엘리베이터 운영이 시작되었다. 설치 비용은 약 75만 유로이다.

## 인접 철도역
베를린 버스 N2번으로 환승할 수 있다.
| 베를린 지하철 2호선              | 베를린 지하철 2호선 | 베를린 지하철 2호선             |
| -------------------------------- | ------------------- | ------------------------------- |
| 로자룩셈부르크플라츠 룰레벤 방면 | U2                  | 에베르스발더 슈트라세 팡코 방면 |